# Hugo Henneberg

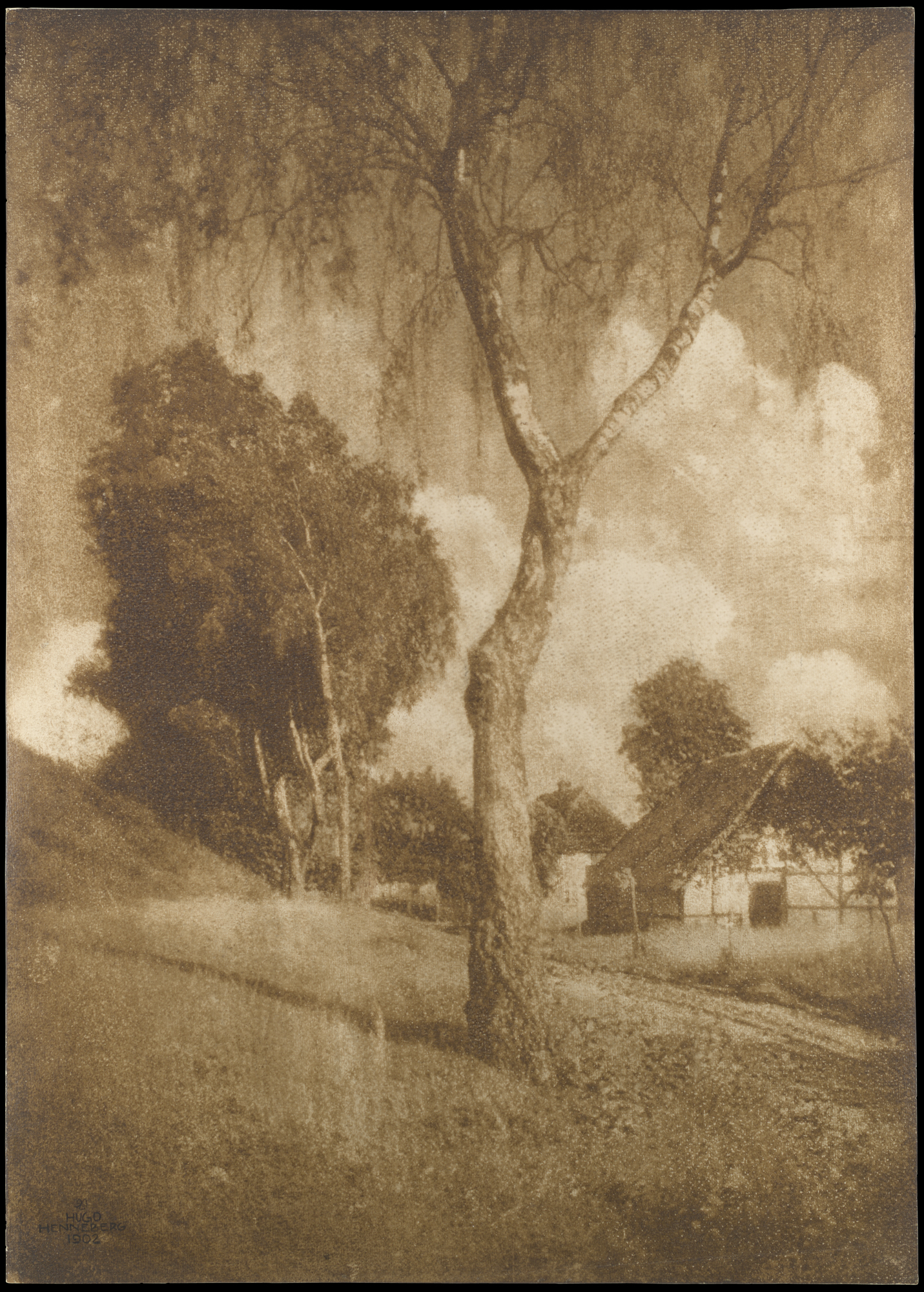
Hugo Henneberg: Motiv z Pomořanska, 1895-96, vytištěno 1902

Hugo Henneberg (27. července 1863 Vídeň – 11. července 1918 Vídeň) byl rakouský piktorialistický fotograf působící na počátku 20. století a věnoval se převážně krajinářské fotografii. Byl jedním ze členů Vídeňského trojlístku, kam kromě něj patřili Heinrich Kühn a Hans Watzek.

## Život a dílo
Od 1882 do 1887 studoval fyziku, chemii, astronomii a matematiku ve Vídni a v Benátkách, doktorát získal v roce 1888. Fotografovat začal v roce 1887 a poprvé vystavoval své práce v Salcburku v roce 1893. V roce 1894 se stal členem anglického spolku The Linked Ring, kde působili George Davison, Henry Peach Robinson, ale také řada významných fotografů nejen britských, ale také z dalších zemí Evropy a ze Spojených států, například Frederick Henry Evans, Paul Martin, Alfred Stieglitz, Frank Meadow Sutcliffe nebo Clarence Hudson White.
Na začátku 90. let se díky Vídeňskému fotografickému klubu spřátelil s dalšími významnými fotografy. Byl jedním ze členů rakouského Trojlístku, kam kromě něj patřili Heinrich Kühn a Hans Watzek. Vystavovali pod názvy Das Kleeblatt a Trifolium, pořádali turné po Německu, Itálii a Nizozemsku. Jejich tvorba mimo jiné ovlivnila dílo rakouského fotografa českého původu Rudolfa Koppitze.
Od Roberta Demachyho se inspiroval gumotisky, experimentoval i s dalšími ušlechtilými metodami, včetně tříbarevného gumotisku. Ve Vídni společně s profesorem Hansem Watzekem a Heinrichem Kühnem vylepšili kombinovanou technikou vícenásobné vrstvené gumy. To způsobovalo dříve netušeným způsobem tvůrčí vliv na obraz a barevnou manipulaci. Výsledné tisky měly bohatou a zajímavou texturu a dávaly dojem prostorové hloubky.
Mezi jeho oblíbenými tématy převažovala krajina.
V roce 1910 se vzdal fotografování a věnoval se dřevorytu a leptu.

## Galerie

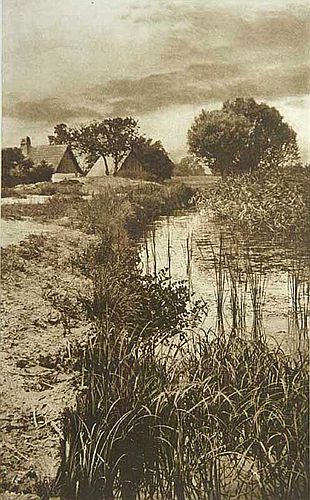
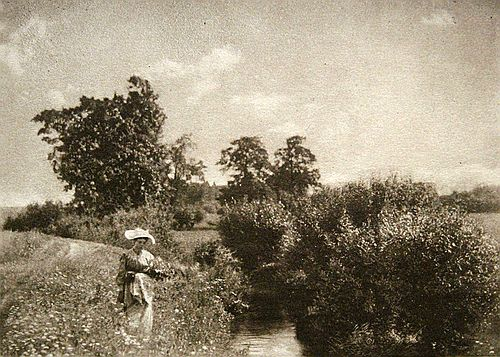
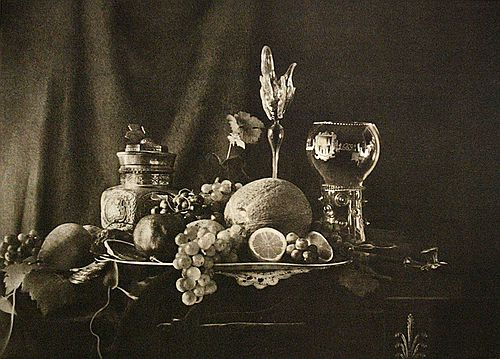
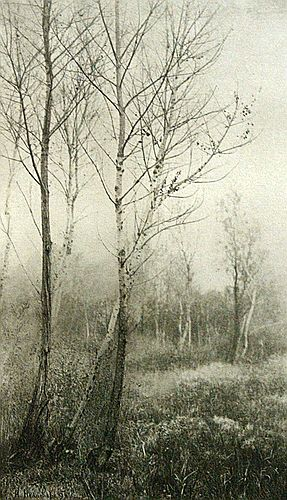
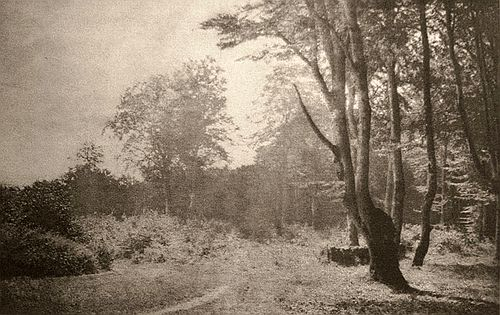
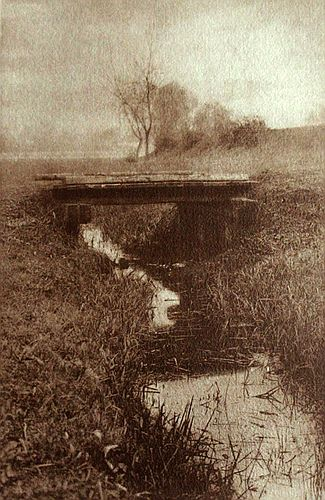
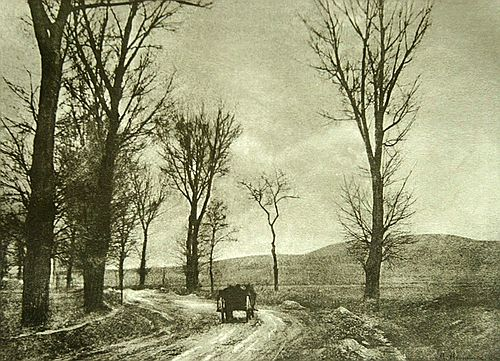
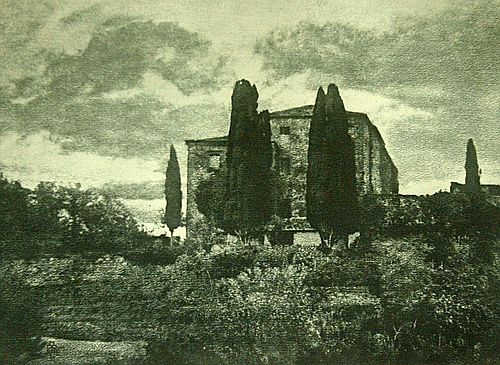
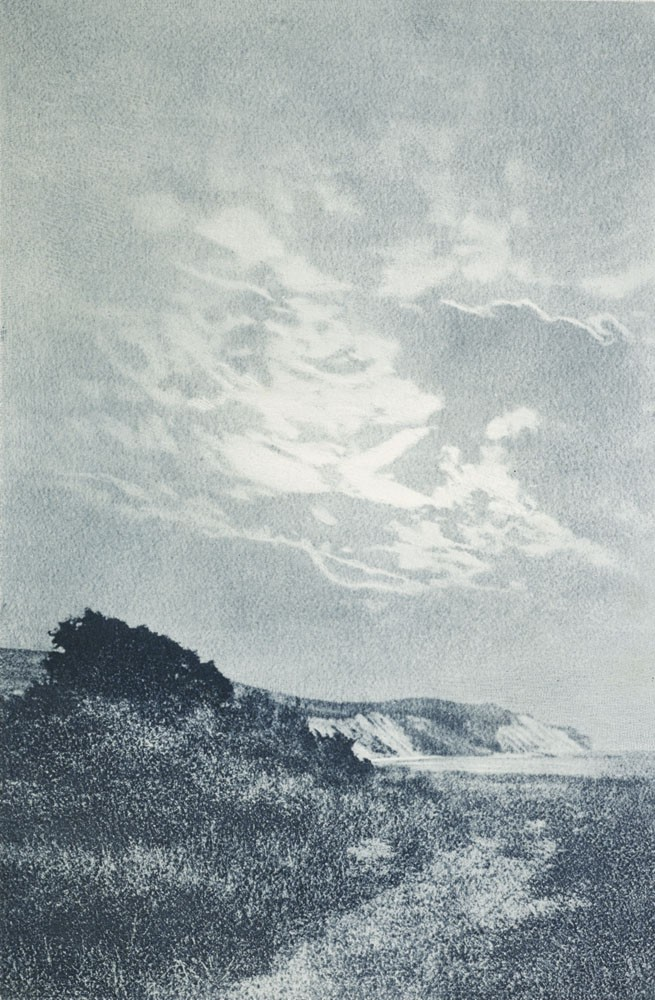
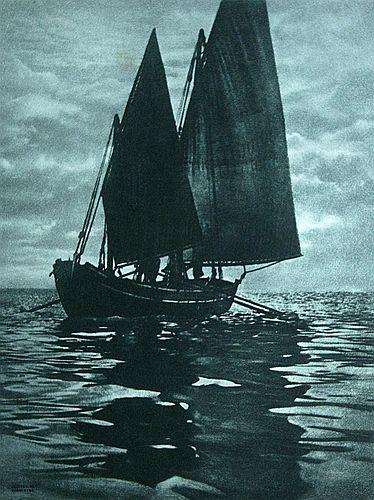